# Arevut
Arevut (en arménien Արևուտ ; jusqu'en 1935 Duzkend puis Baroj) est une communauté rurale du marz d'Aragatsotn, en Arménie. Elle compte 135 habitants en 2009.